# Hawa Essuman
 (mai 2024).
La mise en forme du texte ne suit pas les recommandations de Wikipédia : il faut le « wikifier ».
Les points d'amélioration suivants sont les cas les plus fréquents :
- Les titres sont pré-formatés par le logiciel. Ils ne sont ni en capitales, ni en gras.
- Le texte ne doit pas être écrit en capitales (les noms de famille non plus), ni en gras, ni en italique, ni en « petit »…
- Le gras n'est utilisé que pour surligner le titre de l'article dans l'introduction, une seule fois.
- L'italique est rarement utilisé : mots en langue étrangère, titres d'œuvres, noms de bateaux, etc.
- Les citations ne sont pas en italique mais en corps de texte normal. Elles sont entourées par des guillemets français : « et ».
- Les listes à puces sont à éviter, des paragraphes rédigés étant largement préférés. Les tableaux sont à réserver à la présentation de données structurées (résultats, etc.).
- Les appels de note de bas de page (petits chiffres en exposant, introduits par l'outil «  Source ») sont à placer entre la fin de phrase et le point final[comme ça].
- Les liens internes (vers d'autres articles de Wikipédia) sont à choisir avec parcimonie. Créez des liens vers des articles approfondissant le sujet. Les termes génériques sans rapport avec le sujet sont à éviter, ainsi que les répétitions de liens vers un même terme.
- Les liens externes sont à placer uniquement dans une section « Liens externes », à la fin de l'article. Ces liens sont à choisir avec parcimonie suivant les règles définies. Si un lien sert de source à l'article, son insertion dans le texte est à faire par les notes de bas de page.
- La présentation des références doit suivre les conventions bibliographiques. Il est recommandé d'utiliser les modèles {{Ouvrage}}, {{Chapitre}}, {{Article}}, {{Lien web}} et/ou {{Bibliographie}}. Le mode d'édition visuel peut mettre en forme automatiquement les références.
- Insérer une infobox (cadre d'informations à droite) n'est pas obligatoire pour parachever la mise en page.

Pour une aide détaillée, merci de consulter Aide:Wikification.
Si vous pensez que ces points ont été résolus, vous pouvez retirer ce bandeau et améliorer la mise en forme d'un autre article.
Hawa Essuman  (née en 1980) est une réalisatrice basée à Nairobi, au Kenya. Son long métrage documentaire de 2017, "Silas", co-réalisé avec Anjali Nayar, raconte le combat du militant écologiste libérien Silas Siakor pour protéger les forêts tropicales de son pays contre l'exploitation forestière commerciale. Le film remporte plusieurs distinctions, notamment le Prix Amnesty International des droits de l'homme à Durban (2018) et le Prix du public du meilleur documentaire au RiverRun International Film Festival (2018). Le premier long métrage de Hawa, "Soul Boy" (2010), a également été couronné de nombreux prix,. En outre, Hawa produit une variété de programmes télévisés, de films commerciaux, de vidéoclips et de publicités.

## Biographie
Née le 23 janvier 1980 à Hambourg, en Allemagne, Hawa Essuman a grandi à Nairobi, au Kenya, élevée par ses parents ghanéens,. Après plusieurs apparitions au théâtre, elle s'est tournée vers la production, travaillant d'abord sur des publicités télévisées et des documentaires, puis sur la série dramatique locale Makutano Junction. En 2008, elle a créé et réalisé Selfish ?, suivi de trois courts métrages la même année : The Lift, Cold War et Coming Out.
Avec les encouragements et l'aide de Tom Tykwer, Hawa Essuman réalise Soul Boy en 2010. Basé sur une histoire de Billy Kahora, ce film est le fruit d'un atelier organisé par l'association allemande One Fine Day. Présenté dans plus de 40 festivals de cinéma à travers le monde, Soul Boy a remporté de nombreux prix.

## Récompenses
Silas d'Essuman a remporté les prix suivants :
- Prix du public du documentaire 2018 - RiverRun International Film Festival [5]
- Meilleur documentaire et meilleur film international 2018 - Festival international du film de Zanzibar [6]
- Prix du Public Documentaire 2018 - Afrika Film Festival Köln ( de ), Allemagne
- Prix Amnesty International Durban pour les droits humains 2018 - Festival international du film de Durban
- Prix Green Varsovie 2018 - Festival du Film de Varsovie [7]
- William W. Warner Beautiful Swimmers Award 2018 - Festival du film environnemental dans la capitale nationale, Washington, États-Unis [8]
- Meilleur long métrage documentaire 2018 - Footcandle Film Festival ( Caroline du Nord, USA)

Essuman's Soul Boy a remporté les prix suivants :
- Prix Veto - Afrika Filmfestival Leuven, Belgique
- Prix Signis - Festival international du film de Zanzibar [9]
- Prix de l'Association des cinéastes polonais - Ale Kino ! Festival international du film jeune public, Poznań, Pologne
- Meilleur court métrage - Kalasha Awards, Nairobi, Kenya [10]
- Meilleur acteur principal : Samson Odhiambo - Kalasha Awards, Nairobi, Kenya [10]
- Meilleur scénariste : Billy Kahora - Kalasha Awards, Nairobi, Kenya [10]
- Meilleur acteur : Samson Odhiambo - Festival international du film du Kenya, Nairobi, Kenya [11]
- Meilleur film d'Afrique de l'Est - Festival international du film du Kenya, Nairobi, Kenya [12]
- Mention Spéciale Prix Passeurs d'images - Festival Ciné Junior, Paris, France
- Prix du Jury Jeune - Festival Ciné Junior, Paris, France
- Prix de la meilleure fiction 2011 - Festival européen du film spirituel, Paris, France
- Prix du meilleur film pour enfants 2011 - Kirchliches Filmfestival Recklinghausen ( de ), Allemagne [13]
- Meilleur monteur : Ephantus Ng'ethe Gitungo - Africa Movie Academy Awards [14]